# Leslie M. Shaw
Leslie Mortimer Shaw (født 2. november 1848 i Morristown, død 28. marts 1932 i Washington, D.C.) var en amerikansk bankmand, advokat og republikansk politiker, kendt som landets 43. finansminister under præsidenten Theodore Roosevelt i perioden mellem 1. februar 1902 til 3. marts 1907.
Shaw var guvernør i Iowa i perioden 1898 til 1902, og blev så forespurgt af præsident Theodore Roosevelt om at blive finansminister. Hans udnævnelse til Roosevelts kabinet kom som en belønning for at han havde anbefalet guldstandarden under kampagnen i 1896, og fire år senere havde været en tilhænger af Theodore Roosevelt under hans præsidentkampagne.
Som finansminister købte Shaw statsobligationer tilbage fra handelsbankerne. Han bidrog også med handlinger som skulle få til en valuta som kunne modsvare markedets behov. Statsmagtens indblanding i pengemarkedet var på sit højeste niveau i USA's historie da Shaw var finansminister. Efter tiden som minister arbejdede han som bankmand i New York, før han døde i Washington, D.C. den 28. marts 1932.